# Susie Ibarra

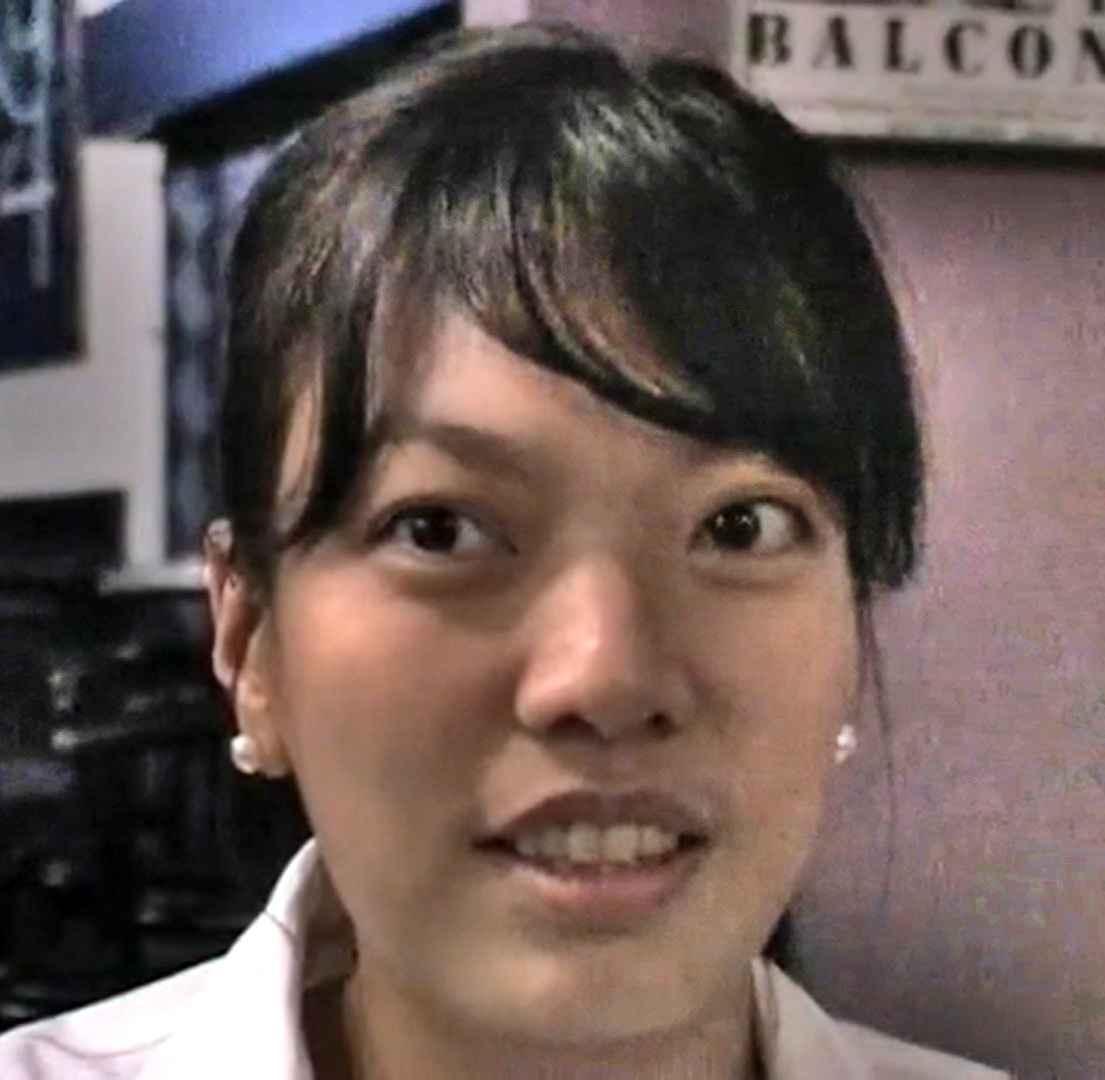
Susie Ibarra (um 2004)

Susie Ibarra (* 15. November 1970 in  Anaheim, Kalifornien) ist eine US-amerikanische Perkussionistin, Jazzmusikerin (Schlagzeug) und Komponistin.

## Leben und Wirken
Ibarra wuchs in einer philippinischen Einwandererfamilie in der Nähe von Houston auf. Als Kind erhielt sie klassischen Klavierunterricht. Auch spielte sie Kirchenorgel. Mit 16 Jahren begann sie, Schlagzeug zu lernen und spielte zeitweilig in einer Punkband. Während ihres Aufenthalts auf dem Sarah Lawrence College in den späten 1980er Jahren veranlasste sie ein Sun-Ra-Konzert, sich intensiver mit Jazz zu beschäftigen. Sie beendete ihre formalen Studien auf dem Mannes College of Music (Musikdiplom 1994). Nach diesem Abschluss besuchte sie das Goddard College. Seit 1989 lebte Ibarra in New York City, wo sie zunächst bei Milford Graves und Vernel Fournier Schlagzeugunterricht nahm, später bei Denis Charles. Daneben studierte sie auch Kulintang  und Gamelan-Musik.
Ibarra arbeitete zunächst als Perkussionistin und interpretierte südostasiatische Gongmusik. Zunehmend arbeitete sie auch im Bereich der Neuen Improvisationsmusik und des Jazz. Sie spielte unter anderem mit dem David S. Ware Quartet, dem Matthew Shipp Trio, sowie mit John Zorn, William Parker, Assif Tsahar (mit dem sie verheiratet war), Pauline Oliveros, Joëlle Léandre, Derek Bailey, Wadada Leo Smith, Yo La Tengo und Thurston Moore. Daneben trat sie aber auch solistisch auf.

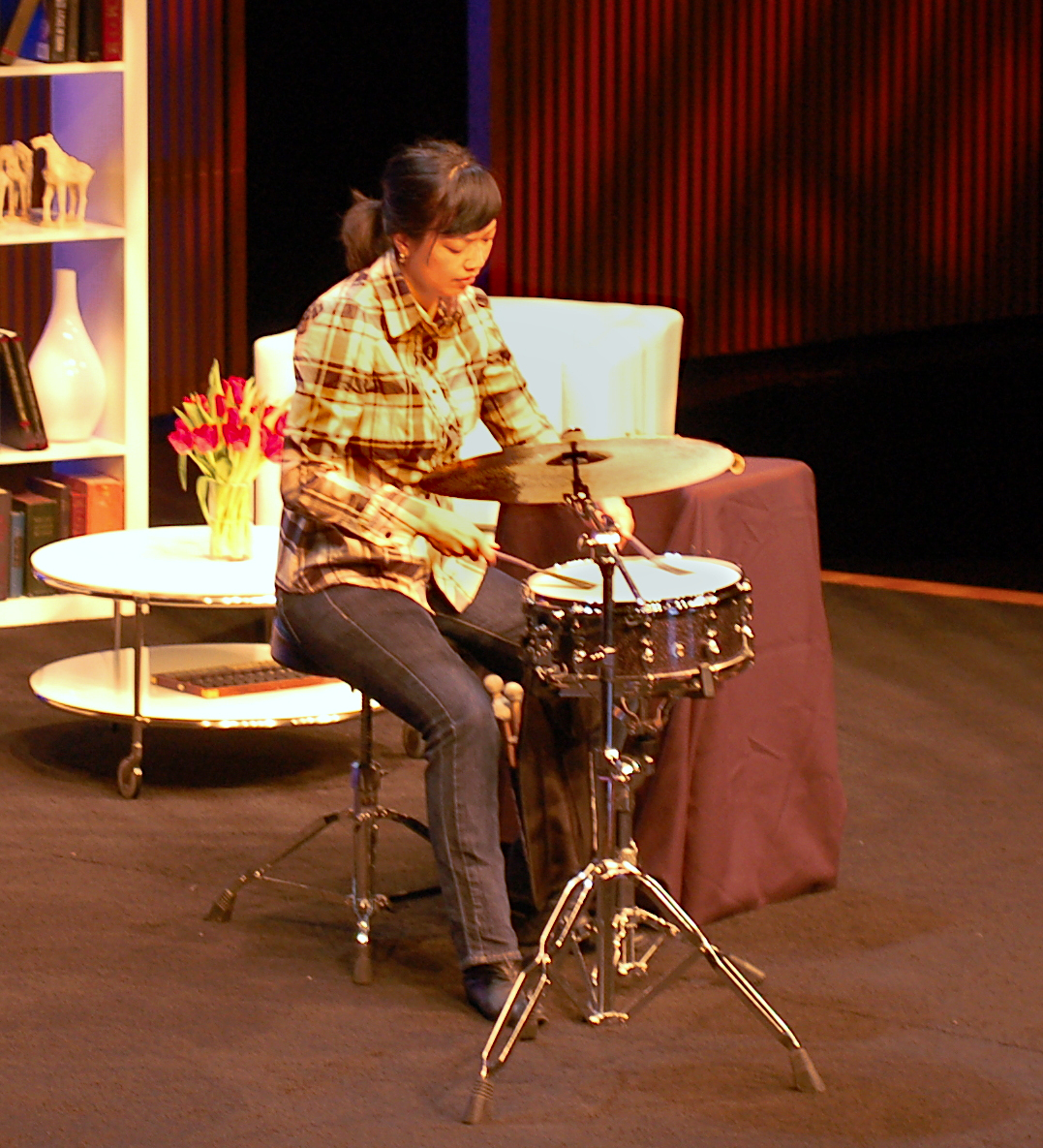
Susie Ibarra (2010)

Seit 1999 nahm Ibarra Tonträger unter ihrem Namen auf; daneben spielte sie weiterhin mit Musikern unterschiedlichster Gattungen zusammen. Im Susie Ibarra Trio wirkte sie mit Jennifer Choi und Craig Taborn, in der Gruppe Mephista mit Sylvie Courvoisier und Ikue Mori, weiterhin im Duo mit Mark Dresser und im Quartett von John Lindberg. In der Gruppe Electric Kulintang mit Roberto Rodriguez trug sie zum Asian American Jazz bei. Seit 2018 ist sie bei Thrill Jockey unter Vertrag, die das Trio-Album Flower of Sulphur veröffentlichten.
2011 wirkte sie bei Wadada Leo Smith’ Ten Freedom Summers mit. Auch arbeitete sie mit der Pianistin Yūko Fujiyama und im Weltmusikbereich mit dem Gitarristen Johnny Alegre. Außerdem hat Ibarra zusammen mit dem Trompeter Dave Douglas und dem Gitarristen Marc Ribot das Album New Sanctuary Trio (2016) bei Greenleaf Music veröffentlicht. Zu hören war sie auch auf Myra Melfords Album For the Love of Fire and Water (RogueArt, 2022).
Ibarra komponierte neben Jazzstücken auch Opernmusik und Avantgardemusik. Ihre expressive Technik und der Einbezug unterschiedlicher Stile und Genres wie Blues, Gamelan und Kulintang sind besonders hervorstechend. In Zusammenarbeit mit der Glaziologin und Geographin Michele Koppes schuf Ibarra Water Rhythms, Aufnahmen von Gletschern aus Grönland, Rocky Mountains, Alpen, dem Himalaya, Zentralasien und Südostasien.
2024 veröffentlichte Ibarra ihr Buch Rhythm in Nature: An Ecology of Rhythm, eine Studie, die musikalische Rhythmen mit den inhärenten Mustern und Zyklen natürlicher Lebensräume korreliert. Ihr gleichnamiges Projekt umfasst Workshops, interdisziplinären Austausch, Feldexpeditionen und Originalkompositionen basierend auf ökologischen Daten.

## Preise und Auszeichnungen
Ibarra wurde zweimal im Down Beat als „Rising Star“ ausgezeichnet. 2025 erhielt sie den Pulitzer-Preis/Musik für ihre 2024 aufgeführte Komposition Sky Islands, ein Werk über Ökosysteme und Biodiversität, das, so das Preis-Komitee, „die Vorstellung von der kompositorischen Stimme hinterfragt, indem es die tiefgründige Musikalität und Improvisationskunst eines Solisten als kreatives Werkzeug miteinander verwebt.“

## Diskografische Hinweise
- Home Cookin’ (Hopscotch 1998, mit Assif Tsahar)
- Radiance (Hopscotch, 1999, mit Charles Burnham, Cooper Moore)
- Songbird Suite (Tzadik, 2001, mit Jennifer Choi, Ikue Mori, Craig Taborn)
- Mephista: Entomological Reflections (Tzadik, 2003)
- Susie Ibarra Trio: Folkloriko (Tzadik, 2004)
- Drum Sketches (Innova Recordings, 2010)[6]
- Talking Gong (New Focus Recordings, 2021, mit Claire Chase und Alex Peh)[7]
- Richard Reed Parry, Susie Ibarra: Heart and Breath: Rhythm and Tone Fields (Offair Records, 2022)
- Insectum (Golden Hornet Records, 2023, mit Jeffrey Zeigler und Graham Reynolds)

## Schriften
- Rhythm in Nature: An Ecology of Rhythm. Habitat Sounds 2024, ISBN 979-8-99050980-1.